# شمس‌الدین خنجی
شمس‌الدین خونجی  (درگذشته ۶۳۷ هجری قمری) اهل آقکند آذربایجان شرقی که بعد از حمله مغول به آناتولی و سوریه مهاجرت کرد و در آنجا ماندگار شد وی صاحب‌نظر در فقه، حکمت، کلام و طب قرن هفتم هجری قمری بود در مدارس قدیم فقه حقوق اسلامی تدریس می کرد و استاد فقه شمس تبریزی بود.
شمس الدین خونجی

## پیشینه
وی در شهر خونج، کاغذکنان (آقکند) کنونی، چشم به جهان گشود. شهر وی خونج طبق نوشته ابن حوقل در صوره الارض به لحاظ  داشتن مرصد ( گمرک امروزی) رونق تجاری داشته  و از تظر صنعتی نیز با داشتن صنایع سفال سازی و کاغذ سازی (طبق نوشته یاقوت حموی) معروف و مشهور بود که به همین دلیل به کاغذکنان معروف شد.

## فعالیت علمی
او معاصر با افضل‌الدین خونجی  کاغذکنانی و از شاگردان امام فخر رازی بود. وی در جوانی بر اثر فتنه مغول و احتمالا همزمان با افضل‌الدین خنجی وعده ای دیگر  از همشهریان خود رهسپار آسیای صغیر و شام  شد و در انجا به تدریس  فقه اسلامی ، حکمت و کلام  پرداخت و به مقام قاضی القضاتی رسید. او شاگردان زیادی در فقه تربیت کرد که از آن جمله شمس تبریزی است.  وی مانند شمس تبریزی و همشهری‌اش افضل الدین خونجی شافعی مذهب بود. در طبقات الشافعیه اسنوی از او به عنوان «دانشمند صاحبنظر» یاد شده که علاوه بر فقه ، در حکمت و کلام و طب نیز دست داشته است. شمس خنجی در سال ۶۳۷ در اثر بیماری سل درگذشت.